# Phönizisch-punische Sprache
Die Sprachbezeichnung Phönizisch, auch Phönizisch-Punisch, steht für die semitischen Dialekte, die im Gebiet des nördlichen Ostmittelmeerraums, vor allem im Gebiet des Libanons (u. a. Sidon, Tyros, Byblos) und Syriens, Westgaliläas und der phönizischen Kolonien bis hin nach Spanien gesprochen und im frühen 1. Jahrtausend v. Chr. auch in Anatolien als Verkehrssprache benutzt wurden. Phönizisch ist eine sogenannte Trümmersprache, die vom 11. Jahrhundert v. Chr. bis in die Spätantike belegt ist. Grammatisch steht das Phönizische dem Althebräischen am nächsten. Mit diesem und weiteren lokalen Varietäten bildet es den kanaanäischen Zweig des Westsemitischen.

## Sprachformen

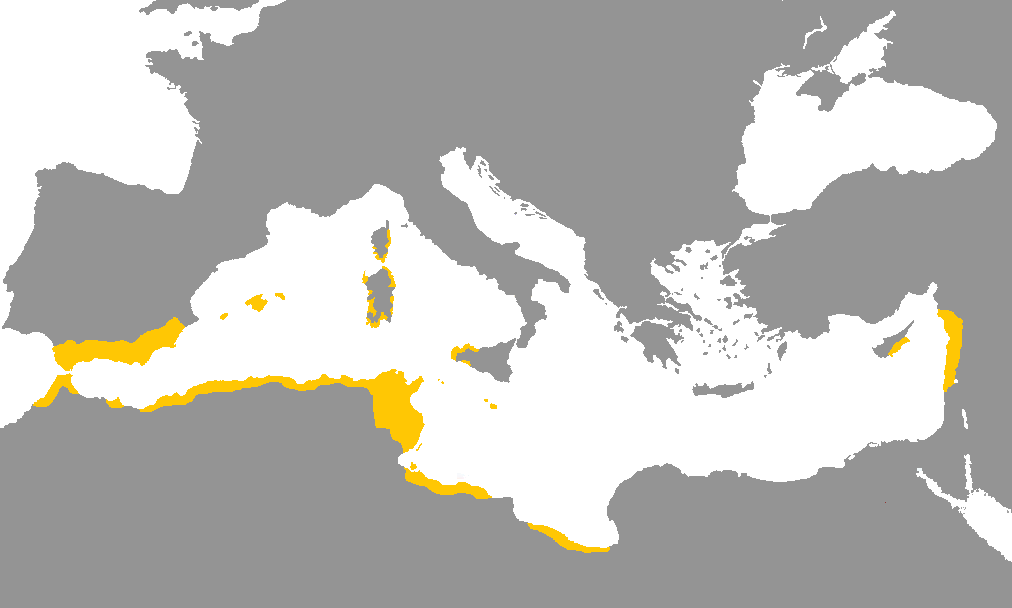
Verbreitung der phönizischen Sprache, als gelbe Kontur dargestellt.

Die wichtigsten phönizischen Handelswege und Metropolen entlang der mediterranen Küsten.

Die phönizisch-punische Sprache ist eng mit dem Hebräischen sowie den anderen semitischen Varietäten der vorderasiatischen Mittelmeerküste verwandt. Die meisten Linguisten betrachten das Kanaanäische, das Hebräische und das Phönizische als ein und dieselbe Sprache mit mehreren Mundarten. Phönizisch stand nach dieser Sichtweise in einem Dialektkontinuum mit Hebräisch, Moabitisch, Ammonitisch, Edomitisch und wahrscheinlich auch mit dem Ugaritischen, das eine ältere Sprachstufe zeigt. Vom Phönizischen seinerseits ist eine Reihe sehr ähnlicher, aber doch unterscheidbarer Sprachformen belegt:

### Byblisch
Altbyblisch, benannt nach der Stadt Byblos, trägt deutlich archaische Züge, auch die jüngeren Texte weichen teilweise vom Standardphönizischen ab.

### Standardphönizisch
Texte in Standardphönizisch wurden im gesamten Mittelmeerraum gefunden. Wenn von phönizischen Texten die Rede ist, ist zumeist Standardphönizisch gemeint.

### Punisch
Als punisch werden seit dem 5. Jahrhundert v. Chr. entstandene Texte aus dem westlichen Mittelmeerraum (Karthago) bezeichnet. Charakteristisch für sie ist das Schwinden der für das Semitische charakteristischen Pharyngale (Rachenlaute). Dies ist möglicherweise auf Substrateinfluss zurückzuführen.

### Neupunisch
Als Neupunisch (auch Neopunisch) bezeichnet man die Texte aus der Zeit nach den Punischen Kriegen und der Zerstörung Karthagos (146 v. Chr.). Sie unterscheiden sich in Sprache und Schrift vom Punischen und stammen vorwiegend aus der römischen Provinz Africa. Darin sind Einflüsse des Lateinischen und des Berberischen nachweisbar.
Neupunisch war bis in die Spätantike von Bedeutung und erlosch wahrscheinlich erst mit der Ausbreitung des Arabischen. Während das Phönizisch des östlichen Mittelmeerraumes im 1. Jahrhundert v. Chr. wie die anderen kanaanäischen Dialekte (darunter Hebräisch) vom Aramäischen verdrängt worden und ausgestorben sein dürfte, überlebte die neupunische Sprache mindestens bis ins 5. Jahrhundert n. Chr. Eine Spätform des Punischen dürfte noch um das Jahr 1000 gesprochen worden sein.

### Púnico als Bezeichnung des Maltesischen
In früheren Darstellungen wird die maltesische Sprache oft als Punisch bezeichnet. Tatsächlich ist Maltesisch jedoch keine Mundart des Phönizisch-Punischen, sondern eine Sprache, die sich aus arabischen Mundarten Siziliens und Nordafrikas entwickelte.

## Schrift
Phönizisch wurde in phönizischer Schrift geschrieben, einer  Alphabetschrift, von der viele weitere Alphabete abstammen. Zuerst war diese eine reine Konsonantenschrift, im späteren Phönizisch und älteren Punisch wurden bestimmte Konsonanten auch zur Schreibung von Vokalen benutzt (siehe Mater lectionis).
Im Neupunischen, das die alten Pharyngale weitgehend verloren hatte, wurden auch Pharyngalbuchstaben für die Schreibung von Vokalen verwendet, doch bestand dafür kein einheitliches System. Die neupunische Schrift wurde bis ins 1. Jahrhundert verwendet, danach setzte sich die lateinische Schrift, erweitert um Zusatzzeichen (latino-punisch), durch.

## Überlieferung
Phönizisch-punisch ist fast nur in Inschriften überliefert, ein Sonderfall sind Textstellen im Poenulus des römischen Schriftstellers Plautus. Allerdings berichtet der römische Autor Plinius der Ältere, dass es in Karthago vor der Zerstörung der Stadt im Jahre 146 v. Chr. umfangreiche Bibliotheken gegeben habe. Ein Werk des Puniers Mago über die Landwirtschaft, das 28 Buchrollen umfasst habe, sei sogar ins Lateinische übersetzt worden.

### Grammatiken
- Paul Schröder: Die phönizische Sprache. Entwurf einer Grammatik, nebst Sprach- und Schriftproben. Verlag der Buchhandlung des Waisenhauses, Halle 1869. (Reprint: Sändig Reprint 1979, ISBN 3-253-03071-7.) Volltext
- Charles R. Krahmalkov: A Phoenician-Punic Grammar. HdO I/54. Brill, Leiden 2001, ISBN 90-04-11771-7
- Johannes Friedrich, Wolfgang Röllig: Phönizisch-punische Grammatik. 3. Auflage, neu bearbeitet von Maria Giulia Amadasi Guzzo unter Mitarbeit von Werner R. Mayer, Rom 1999 (= Analecta Orientalia. Band 55), ISBN 88-7653-259-5
- Stanislav Segert: A Grammar of Phoenician and Punic. Beck, München 1976, ISBN 3-406-00724-4

### Wörterbücher
- Jacob Hoftijzer/Karel Jongeling: Dictionary of North-West-Semitic Inscriptions. Leiden 1995.
- Charles R. Krahmalkov: Phoenician-Punic Dictionary (OLA 90). Leuven 2000, ISBN 978-90-429-0770-6.

### Inschriftensammlungen
- Herbert Donner, Wolfgang Röllig: Kanaanäische und aramäische Inschriften. 2. Auflage. Harrassowitz, Wiesbaden 1966 ff.
- Karl Jaroš: Inschriften des Heiligen Landes aus vier Jahrtausenden. CD mit Textsammlung zu Lernzwecken. von Zabern, Mainz 2001, ISBN 3-8053-2863-X.
- Karel Jongeling, Robert M. Kerr (Hrsg.): Late Punic Epigraphy. An Introduction to the Study of Neo-Punic and Latino-Punic Inscriptions. Mohr Siebeck, Tübingen 2005, ISBN 978-3-16-148728-6.
- Karel Jongeling: Handbook of Neo-Punic Inscriptions. Mohr Siebeck, Tübingen 2008, ISBN 978-3-16-149303-4.

### Einzelstudien
- Werner Vychicl: Punischer Spracheinfluß im Berberischen. In: Journal of Near Eastern Studies 11 (1952), S. 198–204, Volltext in JSTOR.